# سلطة مفرطة للبنوك
يثير مصطلح السلطة المفرطة للبنوك (من الكلمة الإنجليزية bank والكلمة اليونانية القديمة κράτος - kratos «تعني سلطة أو تحكم») أو كلمة (trapezocracy from Greek τράπεζα - trapeza «تعني بنك») جدلا وهو يشير إلى السلطة أو التأثير المفرط لـ البنوك على عملية صنع السياسات العامة-. كما يشير هذا المصطلح إلى نوع من الحكومات حيث تحكم المؤسسات المالية المجتمع.

## الاستخدامات
أول من استخدم هذا المصطلح كان عضو البرلمان البريطاني ويليام فولارتون (1754–1808)، حيث وصف في إحدى المناقشات البرلمانية في 10 أبريل 1797 احتكار بنك إنجلترا بأنها أهم مشكلة تحتاج إلى حل حتى أهم من محاولات إقرار السلام لإنهاء الحرب على فرنسا:
| سلطة مفرطة للبنوك | It is Bankocracy that threatens the destruction of social order ... that turns and overturns all questions respecting war, negotiations, and peace. | سلطة مفرطة للبنوك |

ألقى السيناتور الأمريكي روبرت جيه ووكر (1801–1869)، وهو من أشد معارضي بنك الولايات المتحدة خطابًا في مجلس الشيوخ في 21 يناير 1840 حيث حذر من أن قبول العملة الورقية كعملة قانونية من شأنه إسقاط الدستور وتخريب الحريات في البلاد وحقوق الشعب وينشئ سلطة مفرطة للبنوك والمزيد من الأعمال القذرة والاستبداد أكثر مما قام به الملك من قبل.”

كما استخدم هذا المصطلح كارل ماركس في كتابه «رأس المال والنقد والاقتصاد السياسي» Das Kapital, Kritik der politischen Ökonomie (1867). حيث وضع نظرية ميلاد الدين الوطني كعامل حافز لـ التراكم الأولي لرأس المال:
| سلطة مفرطة للبنوك | The public debt becomes one of the most powerful levers of primitive accumulation. ... [T]he national debt has given rise to joint-stock companies, to dealings in negotiable effects of all kinds, and to agiotage, in a word to stock-exchange gambling and the modern bankocracy. | سلطة مفرطة للبنوك |

وفي الاقتصاد الماركسي، يتشابه هذا المصطلح مع رأس المال بشكل عام.
واستخدم العديد من المراقبين السياسيين والصحفيين هذا المصطلح في وصف أو التعليق على الأزمة المالية العالمية في الفترة 2007–2012.